# Svatý Florián a svatý Václav z portálu chomutovského zámku

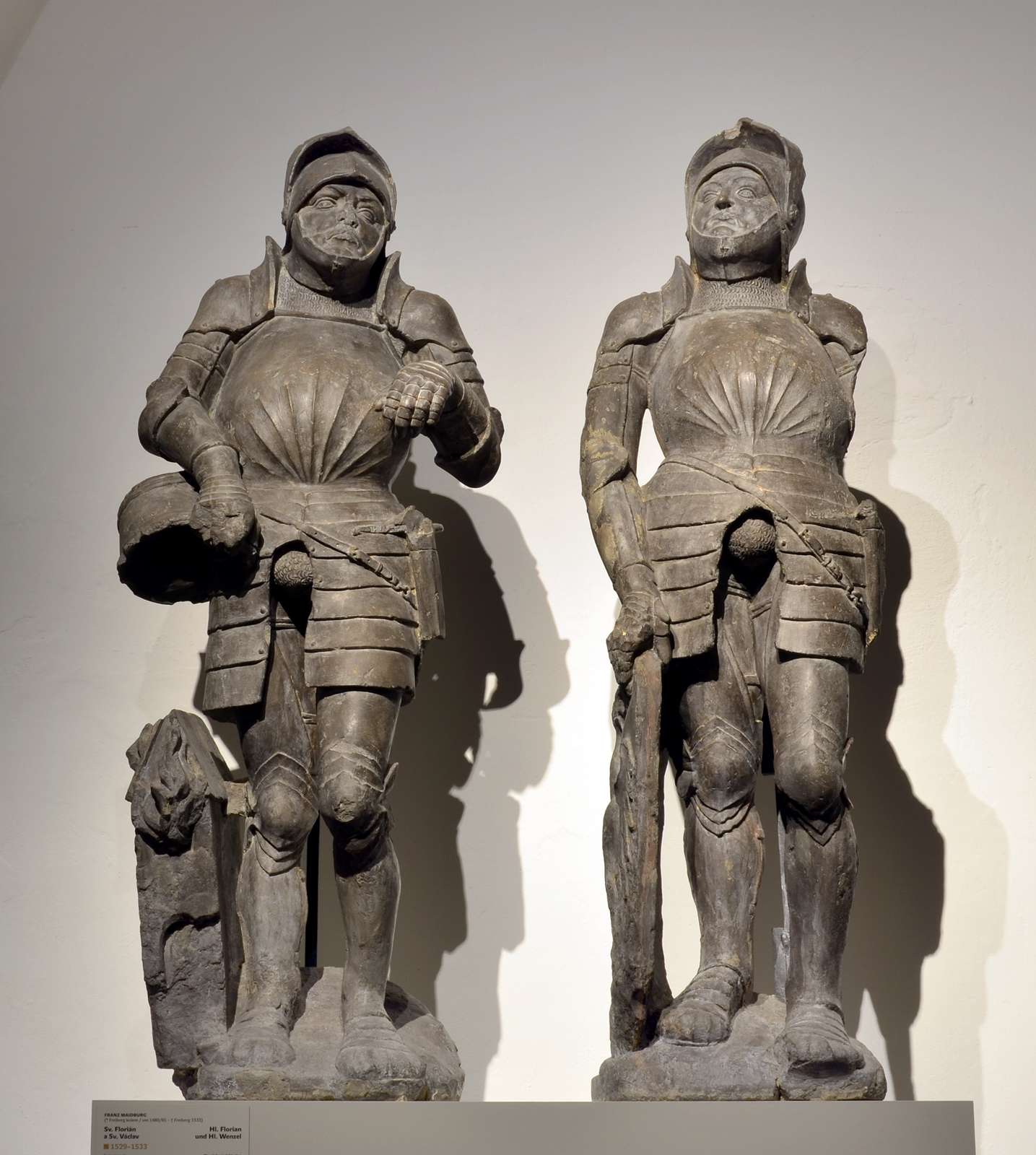
Franz Maidburg - sv. Florián, sv. Václav (1529-1533)

Svatý Florián a svatý Václav z portálu chomutovského zámku jsou raně renesanční opukové sochy, jejichž autorem je saský sochař Franz Maidburg. Jsou vystaveny ve stálé expozici Oblastního muzea v Chomutově, kam byly získány nejpozději roku 1926.

## Původ soch
Sochy pocházejí ze zrušeného raně renesančního portálu v průjezdu severního vstupního křídla chomutovského zámku. V roce 1488 získal Chomutov do dědičného držení Beneš z Veitmile († 1496), který začal s pozdně gotickou přestavbou původní komendy řádu německých rytířů na honosné zámecké sídlo, vedenou chebským stavitelem Hansem Schafferem. V úpravách, tentokrát již v renesančním slohu, pokračoval také Benešův syn Šebestián z Veitmile († 1549). Nedokončený zámek v roce 1525 vyhořel. Během opravy po požáru nechal Šebestián z Veitmile postavit severozápadní křídlo s renesanční portálem, zdobeným sochami sv. Václava a sv. Floriana a erby Veitmilů a Glaců ze Starého Dvora. Vznik portálu je možné datovat mezi roky 1529, kdy se majitelem sídla stal Šebestián z Veitmile a 1533, kdy zemřel Franz Maidburg. Okolo roku 1540 byla dokonřena celá přestavba zámku.
Od roku 1609 sloužil zámek jako radnice. V roce 1846 byl při opravě pobořeného severního křídla celý portál snesen a jeho části uloženy v budově radnice. Zachovaly se z něj pouze sochy sv. Václava a sv. Floriana a několik fragmentů sloupů, které jsou nyní uloženy v lapidáriu chomutovského muzea. Původní podobu portálu zachytil Wilhelm Kandler na své rytině z roku 1865.
Kompozičním řešením a obloukovým tympanonem se chomutovský portál blíží vstupnímu portálu pernštejnského zámku v Pardubicích (1529–1534) a společně s vchodem do olomoucké radnice (1529) patřil mezi první české renesanční portály s kandelábrovými sloupy, inspirované lombardskou architekturou.  Sochy i fragmenty portálu jsou ve sbírce chomutovského muzea nejpozději od roku 1928.

## Popis a zařazení
Opukové sochy, sv. Florian výška 144 cm, šířka 56,5 cm, hloubka 43 cm; sv. Václav výška 149 cm, šířka 42,5 cm, hloubka 41 cm, bez polychromie. Konzervovali Michael a Štěpán Bílkovi roku 2013. Světci sv. Florián a sv. Václav, zobrazení jako rytíři ve zbroji, vystupují v roli strážců zámku. Kromě toho, že sv. Florián je považován za ochránce před požárem, je jeho atributem mlýnský kámen, který je zároveň heraldickým znakem pánů z Veitmile.
Se jménem saského sochaře Franze Maidburga spojil chomutovský portál Gisold Lammel. Jako vzor uvádí starší portál sakristie kostela sv. Anny v Annabergu, jehož návrh je připisován vedoucímu stavby annaberského kostela (po roce 1515) a žáku Benedikta Rieda, Jacobu Heilmannovi. Výzdobné motivy, užité na chomutovském portálu a prokazující znalost raně renesančního tvarosloví, použil Franz Maidburg také na portálu v Chemnitz.

### Příbuzná díla

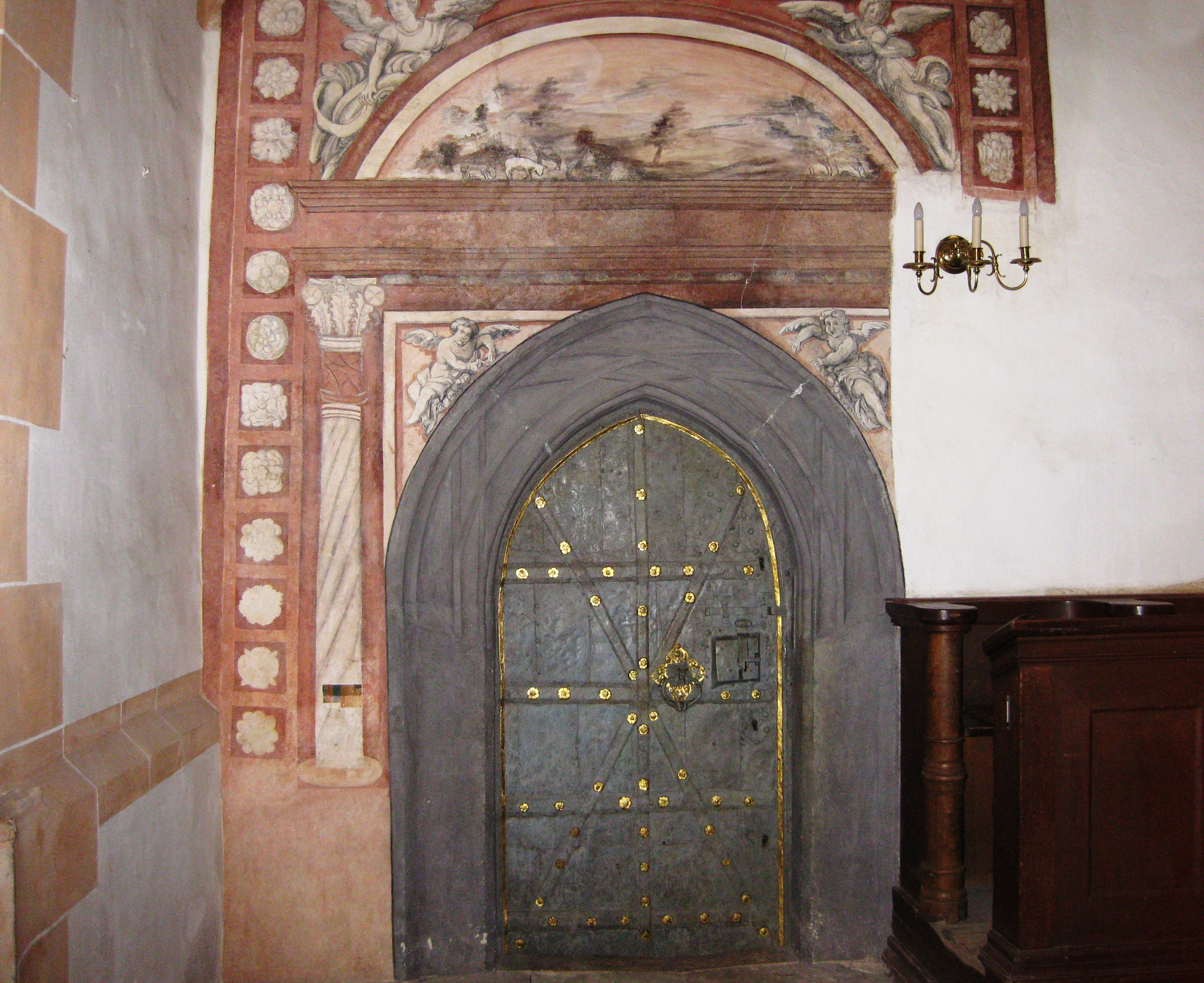
iluzivní malba, portál do sakristie v Annenkirche, Annaberg-Buchholz
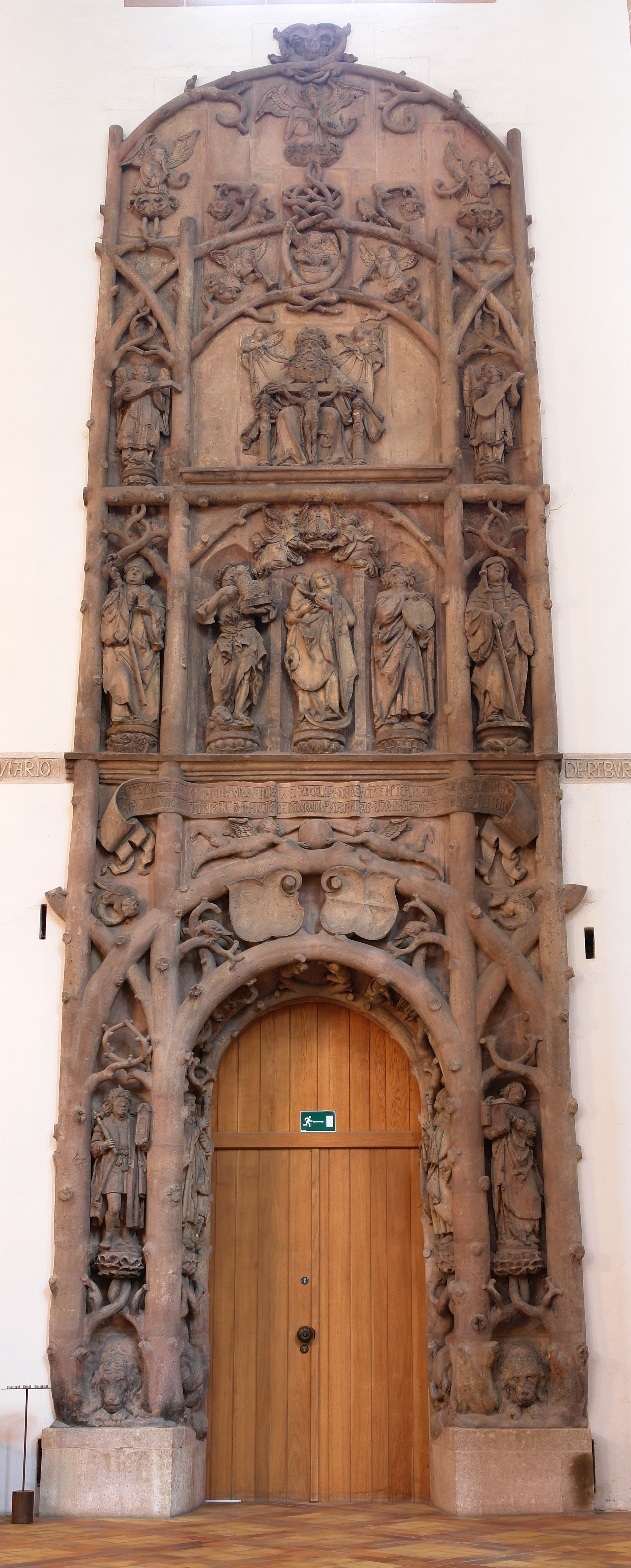
Hans Witten, Franz Maidburg, severní portál zámeckého kostela v Chemnitz
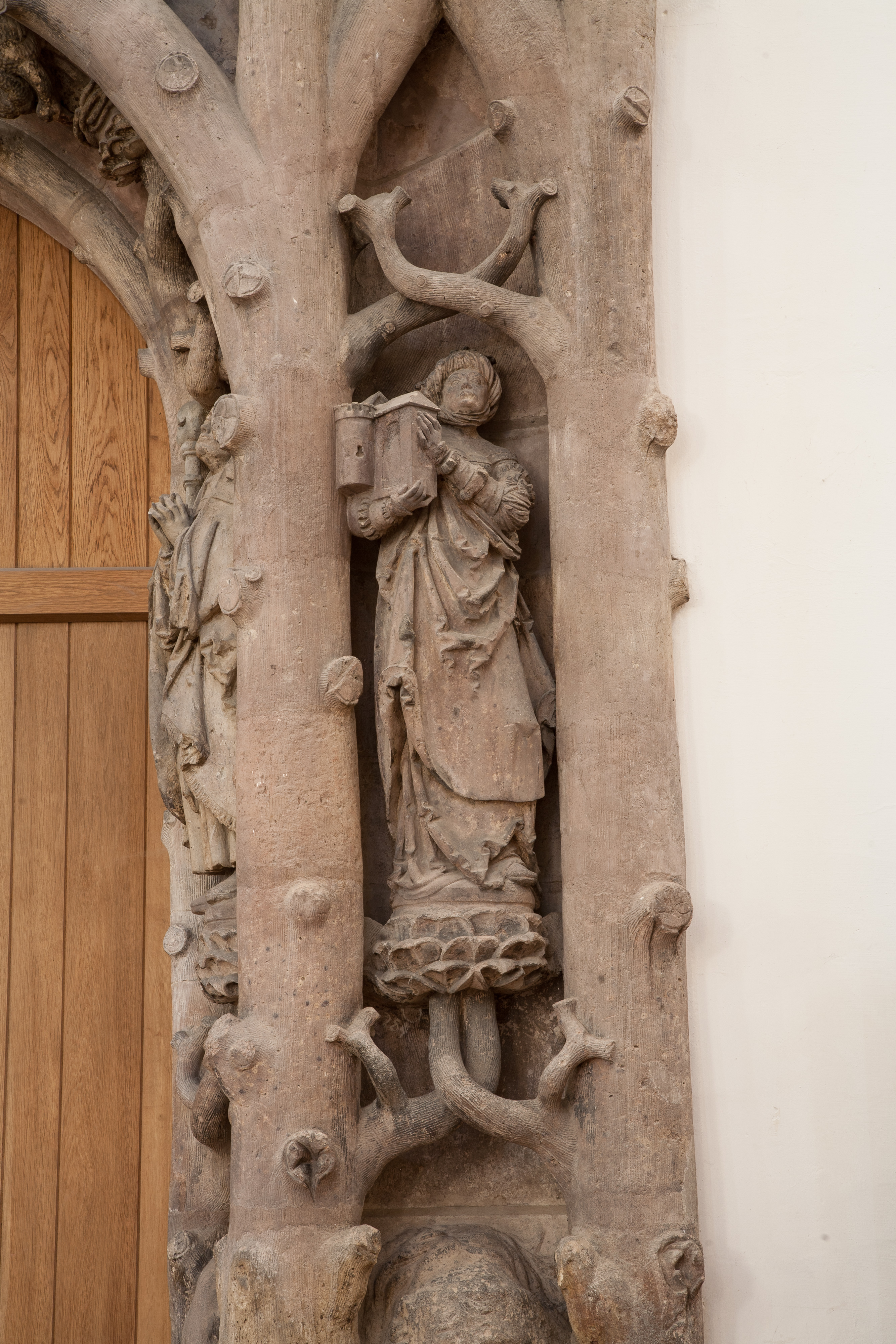
Franz Maidburg, Richenza von Northeim s modelem kostela, Chemnitz
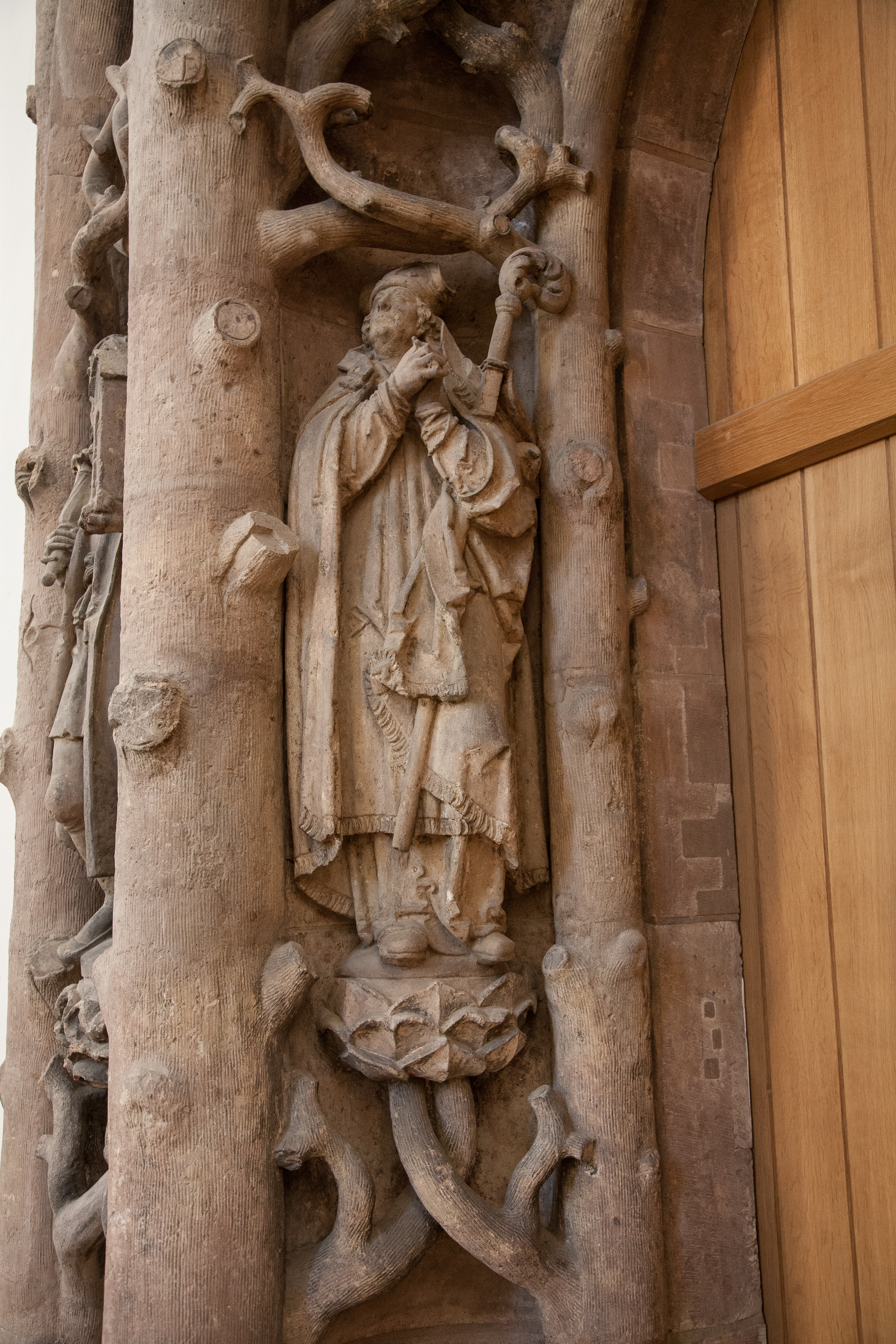
Franz Maidburg, Heinrich von Schleinitz nebo Hilarius von Rehburg, Chemnitz